# Дассо, Дариус Поль
Дариус Поль Дассо (фр. Darius Paul Dassault), имя при рождении Дариус Поль Блох (фр. Darius Paul Bloch; 13 января 1882 — 3 мая 1969) — французский генерал. Во время Второй мировой войны был генералом Французского Движения Сопротивления.

## Биография
Дариус Поль Дасс родился в Париже в семье светских евреев. Учился в Политехнической школе. Сделал карьеру военного.
Воевал во французском сопротивлении, где получил прозвище «Генерал танк».
В 1944 году был назначен Великим канцлером Ордена Почетного легиона и занимал эту должность до 1954 года.
Псевдоним Дасс был разработан во время пребывания во Французском Движении Сопротивления. Псевдоним Дасс (фр. d'assault) означал «для нападения», такой классификацией пользовались для обозначения французских танков нападения (фр. char d'assault) во время Второй мировой войны.
Дариус Поль Дассо был старшим братом Марселя Дассо — французского авиаконструктора.

## Карьера
- 1931—1935 — начальник технического подразделения, Генерального штаба армии.
- 20 марта 1933 — получил звание Бригадный генерал («général de brigade»).
- 1935 — помощник генерального инспектора артиллерии.
- 1935—1936 — заместитель начальника Генерального штаба армии.
- 23 марта 1936 — получил звание Дивизионный генерал («général de division»).
- 1936—1938 — главнокомандующий артиллерии, Парижского военного округа.
- 1938—1939 — главнокомандующий пятым военным округом.
- 19 декабря 1938 — получил звание Корпусный генерал («général de corps d’armée»).
- 1939—1940 — главнокомандующий V корпуса.
- 1940 — главнокомандующий пво.
- 1940 — помощник руководителя по координации операций противовоздушной обороны.
- 1940—1942 — генеральный инспектор зенитной артиллерии во Франции и Северной Африке.
- 1942—1944 — во Французском Движении Сопротивления. Носил псевдоним Rapp, позже’Chardasso"'.
- 1944 — военный губернатор Парижа.
- 1945—1948 — генеральный инспектор зенитной артиллерии.
- 1945—1948 — председатель Комитета по координации национальной обороны.
- 31 декабря 1947 — получил звание Генерал армии («général d’armée»).
- 1948 — в отставке.